# Torymus myrtacearum
Torymus myrtacearum is een vliesvleugelig insect uit de familie Torymidae. De wetenschappelijke naam is voor het eerst geldig gepubliceerd in 1916 door Costa Lima.